# سیارک ۸۰۹۸۴
سیارک ۸۰۹۸۴ (به انگلیسی: 80984 Santomurakami، نامگذاری:2000EO15) هشتاد هزار و نهصد و هشتاد و چهارمین سیارک کشف شده‌است که در ۶ مارس ۲۰۰۰ کشف شد.